# Rune Bjurström
Rune Karl David Bjurström, född 22 september 1912 i Grödinge, Botkyrka kommun, Stockholms län, död 29 augusti 1996 i Tullinge, Botkyrka kommun, var en svensk gångare. Han tävlade för Stockholms Målares IK.
Bjurström tävlade för Sverige vid olympiska sommarspelen 1948 i London, där han slutade på 6:e plats i herrarnas 50 kilometer gång.
Han fick 1939 motta hederstecken av Svenska Gång- och Vandrarförbundet.